# 李寶安
李寶安，JP（1955年11月7日—），前香港上市公司電視廣播有限公司董事局副主席兼行政總裁，現任新加坡上市公司恆威集團有限公司非執行董事。

## 簡介
李寶安最早在1977年至1987年，為英格蘭及威爾斯特許會計師公會會員及香港會計師公會會員，曾加入國際4大會計樓畢馬威會計師事務所負責國家所有會計事務所範疇工作，包括香港、美國洛杉磯和中國上海；1988年至2007年2月，曾任麗新集團系若干旗下所有房地產、酒店、傳媒、娛樂及零售業務。
在1992年至1996年間，李寶安加入長期處於虧損狀態的亞洲電視有限公司，委任行政總裁一職，製作《今日睇真D》、以及外購內地劇集《三國演義》等，最後因為文化問題而離開亞洲電視，而2007年2月因為已故林百欣捲入台灣「莊育焜貪污案」在當地扣查而離開麗新集團系若干旗下董事。
2007年2月委任電視廣播有限公司財務及行政總經理，其後因前總經理陳志雲涉貪案，而在2010年3月24日接替委任執行董事及董事總經理。梁乃鵬辭去行政主席後，2015年改任行政總裁，現年薪過千萬。
其女兒為李芷晴（前名李梓澄），為時任無綫電視英文新聞報道天氣女郎和財經節目。
2020年4月，接替中國共產黨黨員黎瑞剛兼任董事局副主席。
2021年4月宣布提早退休並辭任TVB董事局副主席﹑行政總裁及執行董事的工作，5月27日起正式離任。外界盛傳李寶安被董事局要求離任，但他本人否認。公司指出李寶安希望在65歲時候退休，投入更多時間處理個人事務。

### 過往曾服務機構
- 畢馬威會計師事務所
- 麗新集團
- 信和集團
- 亞洲電視
- 電視廣播有限公司
- 新加坡恆威集團

## 相關
- 無綫電視人員列表